# Rudehen
Rūdehen (farsi رودهن) è una città dello shahrestān di Damavand, circoscrizione Centrale, nella provincia di Teheran in Iran. Aveva, nel 2006 Police, una popolazione di 19.535 abitanti. Si trova ad ovest di Damavand in direzione di Teheran.